# 요카정
요카정(八鹿町)은 효고현 중북부에 존재했던 정이며 야부군에 속했다.
2004년 4월 1일에 야부군4정이 합병으로 야부시가 되었기 때문에 소멸하였다. 
야부시의 중심지이자 시청은 야부시에 놓여있다.

## 역사
- 1889년 4월 1일 - 정촌제 시행과 함께 8개촌 구역으로 요카촌이 성립하였다.
- 1913년 1월 1일 - 정으로 승격해 요카정이 되었다.
- 2004년 4월 1일 - 야부정, 오야정, 세키노미야정과 합병해 야부시가 성립하였다. 동일 요카정은 폐지되었다.

## 교통

### 철도
- 서일본 여객철도 산인 본선

### 도로
- 국도 9호선
- 국도 제312호선 (일본)(일본어판)